# Faz-me Fluir
Faz-me Fluir é o décimo álbum de estúdio do grupo cristão Santa Geração, liderado por Antônio Cirilo, sendo o décimo terceiro de toda a sua discografia. Contando também com canções gravadas ao vivo, o disco mescla longas canções com características congregacionais unindo o pop rock. Contém regravações, como "Poderoso Deus" e "O Senhor é meu pastor".

## Faixas
1. "Nele me alegrarei"
2. "O Senhor é meu pastor"
3. "Não há ninguem como Tu"
4. "Faz-me fluir"
5. "Batiza-me"
6. "Poderoso Deus"
7. "Sei que estás comigo"
8. "Tu És fogo"